# 默拉皮火山
默拉皮火山，位于印度尼西亚的爪哇岛，是一个锥形火山，為該國活动性最强的火山。自从1548年起，已经断续喷发了68次。在印度尼西亚语中的意思就是“火山”。火山距离日惹市相当近，山麓居住着几千人，有的村庄在海拔1700米的高处，由于其威胁人类居住地的安全，被國際火山學與地球內部化學協會（IAVCEI）列为应当加强监督与研究的全球16座火山（十年火山）之一。

## 地质历史
默拉皮火山在南爪哇的火山中属于最年轻的一座，位于一个隐没带上，在这里印度-澳大利亚板块沉入欧亚大陆板块下面。地层学分析证明在40万年前这个地区已经开始喷发，直到一万年以前，一直是典型的熔岩喷出，形成玄武岩。后来就形成爆炸式的喷发，是更粘稠的安山岩浆，形成熔岩丘，熔岩丘崩塌会造成火山碎屑流和猛烈的喷发，形成喷发的烟尘柱。
默拉皮火山一般每两到三年都有一次小喷发，每10至15年会有一次大喷发，严重的喷发发生在1006年、1786年、1822年，1872年发生一次最大的喷发，和1930年的喷发一起造成13个村庄的毁灭，死亡1400人。
1006年的喷发使得火山灰覆盖了整个中爪哇，导致信仰印度教的马塔拉姆王国的毁灭，有人认为是这一事件为伊斯兰教登陆爪哇开辟了道路。
默拉皮火山现在仍然是日惹和梭罗两地土王每年向古代神灵献祭的四个地点之一。

## 歷年噴發

### 1992年喷发

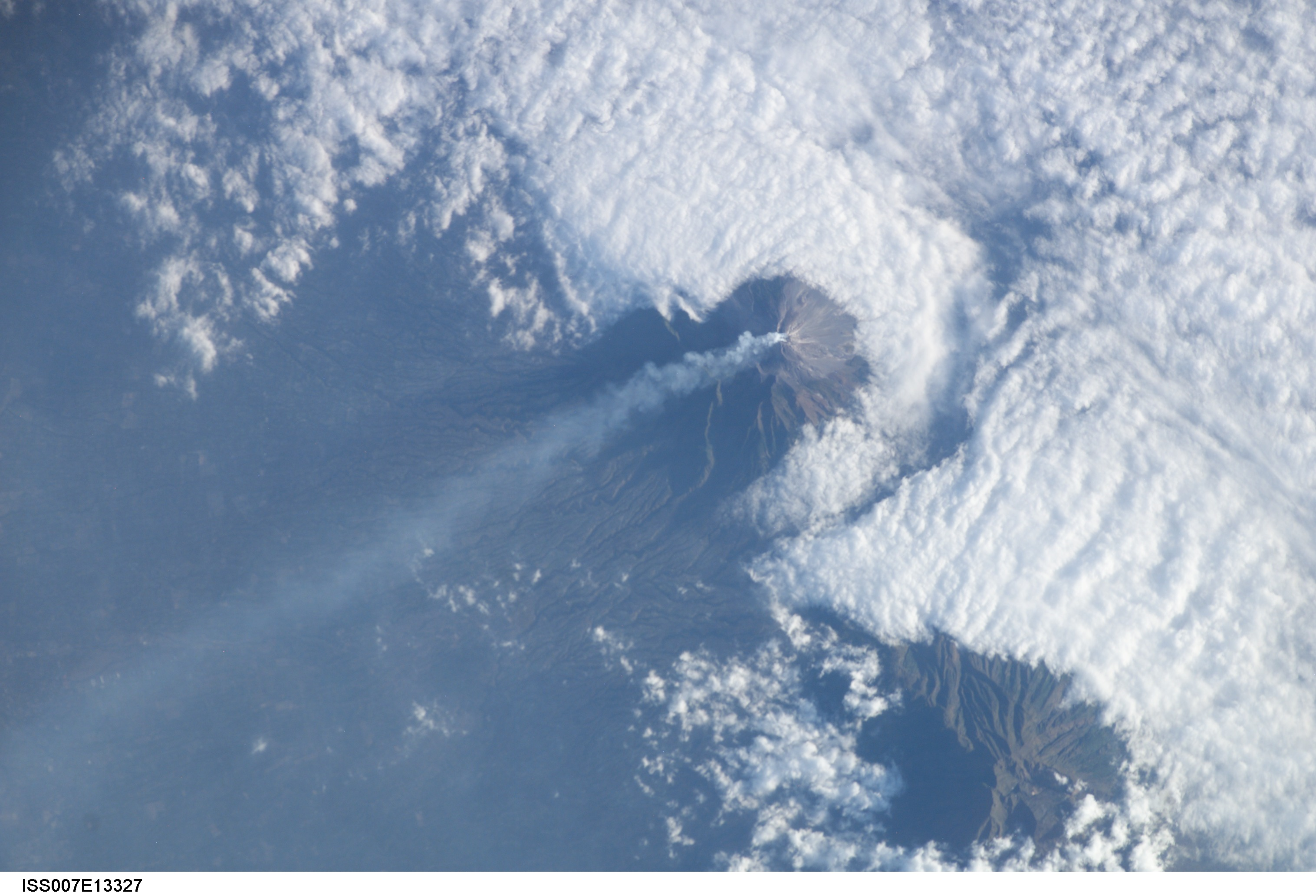
2003年8月默拉皮火山的卫星照片

1992年的喷发持续了10年，熔岩丘不断上升，到1994年熔岩丘和火山口持平，溢处的熔岩形成碎屑流，然后整个熔岩丘崩溃，碎屑流流出几千米，造成43人死亡。11月的大喷发形成新的熔岩丘，然后持续不断地喷发一直到2002年停止。

### 2006年喷发
2006年4月，地震波的检测和火山锥的膨胀预示着要喷发，当局发出警报。4月19日，火山喷出的烟柱高达400米，4月23日附近居民中的老人和儿童开始撤离，5月11日，熔岩流出，17,000居民被要求撤离；5月13日印度尼西亚政府发出红色警报，要求所有居民立即撤离；5月15日，上午5时40分火山爆发，火山灰喷出达到4千米远。

### 2020年喷发
2020年6月21日，默拉皮火山喷发。

### 2023年噴發
2023年3月11日，默拉皮火山於當地時間中午12點左右噴發，噴出長達七公里的熱雲，觀察到1.5公里的熔岩流。

## 监测
默拉皮火山是监测系统最活跃的地区，从1924年就开始举行地震波监测，1930年的喷发证实在喷发前有强烈的地震活动。目前在火山周围有8台地震监测仪组成的监测网可以让地震学家确定震源，震源在地下1.5千米以下不会被发现，可能是因为震波被岩浆所吸收的原因。
此外还监测地磁的变化，地磁的变化也预示着岩浆的涨落，可以预测火山的喷发。
地震波监测还可以确定泥石流的发生，高频地震波经常预示会发生泥石流，如果降雨超过每小时50毫米，在火山地区就會发生破坏性的泥石流。